# Eudistoma kaverium
Eudistoma kaverium är en sjöpungsart som beskrevs av Meenakshi 2002. Eudistoma kaverium ingår i släktet Eudistoma och familjen Polycitoridae. Inga underarter finns listade i Catalogue of Life.